# Hiptage myrtifolia
Hiptage myrtifolia là một loài thực vật có hoa trong họ Malpighiaceae. Loài này được A.Gray mô tả khoa học đầu tiên năm 1854.